# Île Ellef Ringnes
L'île Ellef Ringnes est une île de l'archipel Arctique située dans le passage du Nord-Ouest, plus précisément parmi les îles de la Reine-Élisabeth.

## Géographie
Elle fait partie, avec l'île Axel Heiberg, du groupe des îles Sverdrup. Elle borde au nord le détroit de Peary, au sud-ouest la mer du Prince-Gustave-Adolphe et au sud le bassin de Sverdrup. Elle est entourée (dans le sens des aiguilles d'une montre) par les îles Meighen, Axel Heiberg (la plus importante du groupe et couverte d'une calotte glaciaire), Amund Ringnes, Lougheed et Borden.
Le pôle Nord magnétique se situait, dans les années 1980, à proximité de ses côtes méridionales (bassin de Sverdrup).

## Présence et activités humaines
Les problèmes posés par la navigation aérienne dans l'Arctique à la fin de la Seconde Guerre mondiale ont conduit le Canada et les États-Unis à construire conjointement cinq stations météorologiques (réseau JAWS), entre 1947 et 1950, dans les îles de la Reine-Élisabeth : Eureka et Alert sur l'île d'Ellesmere, Resolute sur l'île Cornwallis, Mould Bay sur l'île du Prince-Patrick et Isachsen sur l'île Ellef Ringnes (côte ouest de l'île entre la pointe Sock et le cap Isachsen).
En 1955, dans le cadre des programmes de la Commission géologique, le Canada prend appui sur ces bases pour cartographier quelque 260 000 km2 de ces îles. Les découvertes les plus importantes qui en résultent sont la mise en évidence d'épaisses accumulations de roches sédimentaires propices aux gisements pétroliers. Des demandes de permis d'exploration sont immédiatement déposées conjointement à la revendication canadienne sur les ressources minérales du plateau continental jusqu'à la limite des 200 miles.
Le 10 mars 1958 est créé, sous l'impulsion de Fred Roots, le programme d'Étude du Plateau Continental Polaire (EPCP) qui, à partir des stations du réseau JAWS, recommandait d'effectuer dans ces régions des études gravimétriques, géomagnétiques, océanographiques et hydrographiques. En mars 1959, la première expédition débarquait sur la base arrière de Resolute et commençait ses travaux sur l'île Ellef Ringnes. Ceux-ci achevés, la station d'Isachsen est désaffectée et abandonnée aux ours dans les années 1980 au profit de l'île de Glace, iceberg tabulaire dérivant, issu d'un glacier de l'île d'Ellesmere. Cette station temporaire permit, jusqu'à sa dislocation et évacuation dans les années 1990, à poursuivre les études géophysiques du plateau continental de l'océan glacial Arctique.
La base d'Isachsen, occupée très temporairement dans les années 1960-1970, est le seul site habité de l'île Ellef Ringnes. Malgré une remise en état relativement récente, elle est abandonnée pour des raisons économiques et à cause de la rigueur du milieu (le plus inhospitalier du Canada à n'avoir jamais été occupé en permanence).